# 한혜원 (아나운서)
한혜원은 대한민국의 현 MBN 아나운서다. 

## 학력
이화여자대학교 졸업
서울예술고등학교 졸업
예원학교 졸업

## 방송 진행
- 굿모닝 MBN - 앵커
- 바른말 길잡이
- 겉과 속이 다른 해석남녀 - MC
- 뉴스7 스포츠뉴스-평일 진행